# Amaury III de Craon
Pour les articles homonymes, voir Amaury III et Amaury.
Amaury III de Craon, seigneur de Craon, de la bastide de Créon et de Mareuil, seigneur de Sablé (ca. 1280-1333), sénéchal d'Aquitaine ainsi que sénéchal d'Anjou, Maine et Touraine.

## Biographie

### Famille
Il est le fils de Maurice V, seigneur de Craon, Ingrandes et Chantocé, Sablé, Précigné/Pressigné, Briollé, Châteauneuf-sur-Sarthe, et de Mahaud de Malines, dame de Champtocé par son mariage (douaire), fille de Gauthier VI Berthout seigneur de Malines et de Marie d’Auvergne, fille d’Adélaïde de Brabant de Boulogne et Guillaume X d'Auvergne.
Son père Maurice V est le fils de Maurice IV de Craon et d’Isabelle de Lusignan dite de la Marche, (voir des précisions sur le statut complexe de ce fief à l'article Amaury Ier → Maurice IV et aux notes 3, et ), et donc le petit-fils d’Hugues X de Lusignan, comte de la Marche, et d’Isabelle d'Angoulême, reine consort d’Angleterre et comtesse d’Angoulême. Maurice IV est lui-même le fils d'Amaury Ier (x Jeanne des Roches, sénéchale d'Anjou, Maine et Touraine, dame de Sablé, Briollay, Châteauneuf-su-Sarthe, Précigné, Brion, Agon, La Roche-aux-Moines, fille aînée du sénéchal Guillaume et de Marguerite dame de Sablé) et le petit-fils de Maurice II de Craon (x Isabelle de Beaumont de Mayenne, fille de Galéran IV de Meulan et d'Agnès de Montfort-Evreux).

### Mariages et descendance
D'un premier mariage en 1301 avec Isabelle de Sainte-Maure (ca. 1280-† 1310), dame de Sainte-Maure, Pressigny, Nouâtre, Ferrière et Marcillac, il aura un fils nommé Maurice (VI ou VII) de Craon (VII selon l'ancienne numérotation des Maurice de Craon ; en fait il n'eut pas le temps de devenir baron de Craon), mort avant son père en 1330 à l'âge de 26 ans. Isabelle est fille de Guillaume IV le Valet, seigneur de Ste-Maure, Nouâtre, du Grand-Pressigny et de Marcillac (fils de Guillaume III le Valet de Ste-Maure x Jeanne de Rancon, petite-fille de Geoffroi IV de Rancon et de Jeanne Maingot de Surgères, vicomtesse d'Aulnay), et d’Alix fille de Savary V de Thouars
- leur fils Maurice VI ou VII de Craon (vers 1304-† 1330), héritier présomptif et prédécédé des fiefs paternels et maternels, épouse vers 1324 Marguerite de Mello-Saint-Bris, dame de Jarnac et Ste-Hermine († vers 1350/1360), fille de Dreux VI (IV ou V) de Mello († v. 1317 ; aussi seigneur de Châteauneuf-sur-Charente) et d'Eléonore de Savoie (fille d'Amédée V et Sibylle de Baugé/Bâgé), remariée vers 1332 avec postérité à Jean II de Chalon d'Arlay
  - son fils Amaury IV (1326-† le 30 mai 1373), lieutenant général en Anjou-Maine-Touraine pour Charles V en 1367, meurt sans postérité légitime de sa femme Pérenelle, vicomtesse de Thouars et comtesse de Dreux, remariée sans postérité en 1375 à Clément II Tristan Rouault (arrière-grand-oncle de Joachim Rouault) (Amaury IV avait deux enfants naturels : Pierre, et Jeannette qui épouse Thibault de La Devillière).
  - Partage familial : Sablé et Précigné sont alors vendus en 1371 à Louis Ier, duc d'Anjou ; Craon et Châteauneuf-sur-Sarthe, vont à la sœur d'Amaury IV, Isabelle de Craon ; Ste-Maure, Nouâtre et Pressigny vont aussi à Isabelle, qui les cédera en 1376 à sa nièce Jeanne de Montbazon ci-dessous, mariée en 1373 à Guillaume II de Craon ; Châteauneuf-sur-Charente et Jarnac sont cédés dès novembre 1372 par Amaury IV à ladite nièce Jeanne de Montbazon à l'occasion de son mariage ; par un accord familial de 1346, confirmé par le Parlement le 1er décembre 1389, Briollay, Ingrandes et Chantocé (fiefs anciens des Craon) vont à Pierre de La Suze ci-dessous, du deuxième lit d'Amaury III ; le sort de Marcillac n'est pas absolument clair  [3]),
  - Maurice VII  continuera la branche des barons de Craon par sa fille aînée, Isabeau de Craon (vers 1327/1330-† 2 février 1394), sœur d'Amaury IV, qui marie en premières noces en 1338/1349 Guy XI de Laval, † 1349 sans postérité ; puis en deuxièmes noces en 1357/1358 Louis de Sully (fils de Jean II et Marguerite de Bourbon fille de Louis Ier, remariée à Hutin de Vermelles). 
    - Leur fille Marie de Sully (vers 1368-1409 ; dame de Sully, Craon et Châteauneuf-sur-Sarthe), la future belle-mère de Gui VI de La Trémoille, épousé en 1383, et du connétable Charles d'Albret, épousé en 1400, et par cette dernière union une ancêtre d'Henri IV. La Maison de La Trémoille sera l'héritière de la Baronnie de Craon du XIVe siècle au XVIIe siècle, puis passera par mariage aux Condés (Henri de Condé marie Charlotte de La Trémoille en 1586).

  - l'autre fille de Maurice VII , Jeanne/Aléonor de Craon (ca. 1330-ca. 1385), est la (deuxième) femme de Renaud de Montbazon :
    - sa fille Jeanne de Montbazon (Jeanne de Montbazon est souvent dite la fille d'Eustach(i)e d'Anthenaise : mais en fait, elle est bien fille de Jeanne de Craon ; quant à Eustache d'Anthenaise, traditionnellement présentée comme la première femme de Renaud de Montbazon, elle pourrait être sa mère, femme d'un premier Renaud, aussi nommé — ou confondu avec — Barthélemy II de Montbazon ?[4],[5],[6]), est en 1372 la femme de Guillaume II de Craon, vicomte de Châteaudun après son père Guillaume Ier le Grand, et seigneur aussi des fiefs venus de sa femme Jeanne : voir ci-dessus et ci-dessous (Jarnac, Châteauneuf-sur-Charente, Ste-Maure, Pressigny, Nouâtre ; plus des droits sur Marcillac ?).

D'un second mariage en 1312 avec Béatrice de Roucy-Pierrepont dame de La Suze (ca. 1285-1328 ; fille de Jean IV comte de Roucy x la capétienne Jeanne de Dreux, fille du comte Robert IV et de Béatrice, comtesse de Montfort-l'Amaury et dame de La Suze : cf. l'article Guillaume des Roches), Amaury III a d'autres enfants : 
- Amauri de Chantocé et La Suze, † 1334
- Pierre de La Suze (vers 1315-† 19 novembre 1376), seigneur de La Suze, Briollé, Ingrandes et Chantocé, x 1° Marguerite de Pons, et 2° 1355/1361 Catherine de Machecoul, avec postérité du deuxième mariage fondue dans les Laval de Retz : ainsi, le célèbre criminel et maréchal Gilles de Rais était son arrière-petit-fils par sa mère Marie de Craon et son grand-père maternel Jean de Craon-La Suze (vers 1356-1432), fils de Pierre
- Guillaume Ier de Craon, surnommé le Grand (vers 1318-8 janvier 1388), chambellan du roi, vicomte de Châteaudun par son mariage en 1341 avec Marguerite de Flandre-Termonde, seigneur en 1345 de La Ferté-Bernard par son beau-frère Ingelger Ier d'Amboise, seigneur de Domart-en-Ponthieu et Bernaville par échange vers 1337 avec Pierre de Dreux contre la part du sixième de Château-du-Loir héritée de son ancêtre Jeanne des Roches ci-dessus, possible seigneur de Marcillac[3] ; père entre autres enfants de : 
  - Guillaume II (vers 1345-1410), vicomte de Châteaudun, et par sa femme et petite-cousine Jeanne de Montbazon ci-dessus, épousée en 1372, petite-fille maternelle de Maurice VII  : seigneur de Sainte-Maure, Nouâtre, Pressigny, Ferrière-Larçon, Verneuil, et Marcillac (fiefs venus d'Isabelle de Ste-Maure et donnés à Jeanne en 1376 ; mais avant même son mariage, Guillaume est titré de Marcillac[3]), de Châteauneuf et Jarnac (venus de Marguerite de Mello), et aussi de Montbazon, Montsoreau, Villandry/Co(u)lombiers, Savonnières, Le Brandon, Marnes et Moncontour (par son père Renaud de Montbazon) ; postérité mâle éteinte en 1415, succession en lignée féminine chez les La Rochefoucauld, Rohan-Guéméné-Montbazon, Chabot de Jarnac
  - Pierre de Craon le Grand (vers 1345-1409), seigneur de La Ferté-Bernard en héritage de son père et jusqu'en 1392/1393, baron de Sablé et Précigné par acquisition en 1390 jusqu'en 1392 ; mari de Jeanne de Châtillon-Porcien-Pontarci, dame de Rozoy, sœur de Marie ci-après — deux filles de Marie de Coucy-Meaux (fille d'Enguerrand de Coucy, lui-même fils cadet d'Enguerrand V) et de Gaucher de Châtillon, fils d'Hugues de Châtillon, lui-même fils cadet du connétable Gaucher V — d'où postérité en lignée féminine chez les d'Amboise, La Trémoille, Beauvau-Craon (dont descend aussi le roi Henri IV)
  - Jean Ier seigneur de Domart-en-Ponthieu (vers 1346-† 23 mars 1409) ; mariée en 1364, sa femme Marie de Châtillon-Porcien-Pontarci, dame de Clacy et Tours, vidamesse de Laon lui donne une postérité mâle jusque vers 1480 et féminine dans les Croÿ, Ghistelles de Dudzeele, Moreuil-Soissons, van Wassenaer de Leyde
- Jean (1329-† 1373), évêque du Mans en 1350-55 puis archevêque de Reims en 1355
- Béatrice de Craon, x 1327 1° Jean, fils aîné prédécédé de Jean Ier de Parthenay ; et 2° Eon de Lohéac avec postérité féminine
- trois autres enfants : Simon, † 1333 ; Isabelle, † 1334 ; Marguerite, † 1336, religieuse à Longchamp.

1311, 27 juin. Ratification d'un accord entre Aliénor de Bretagne, abbesse de Fontevrault, et Amaury III.
En 1312, Amaury III devenu sénéchal d'Aquitaine, fonde la bastide de Créon pour laquelle il donne son patronyme (Créon/Craon), pour le compte du roi Édouard II d'Angleterre, son cousin issu de germain (comme son père Maurice V, il sert à la fois le roi capétien et le roi Plantagenêt). La charte du 1er juin 1315, authentifiée par la Cour ducale de Bordeaux le 9 mars 1316, et par un édit de Westminster du 18 mai 1316 signé du cabinet du roi Édouard II d’Angleterre duc de Guyenne (ou d'Aquitaine), fonde la bastide de Créon.
Avec la création de lieutenants-généraux chargés de protéger les limites des provinces frontalières, les rois de France Charles le Bel en 1323, puis Philippe de Valois en mars 1331, rachètent successivement à Amaury III les sénéchaussées de Touraine, puis d'Anjou et du Maine : Amaury III sera donc le dernier sénéchal héréditaire de ces trois provinces, charges venues de son ancêtre Guillaume.
Il meurt le 26 janvier 1333, son corps repose dans le couvent Saint-Jean des Cordeliers à Angers.

## Sources
1. ↑  Ingrandes et Chantocé sont dans la Maison de Craon depuis le mariage de Maurice Ier, fils de Renaud Ier et père de Maurice II, avec Etiennette/Tiphaine de Champtocé ; Sablé, Précigné, Châteauneuf-sur-Sarthe et Briollé, depuis celui d'Amaury Ier avec Jeanne des Roches.
2. ↑  « seigneurie et principauté de Marcillac », sur GeneaWiki
3. 1 2 3  Le destin féodal de Marcillac, un fief des sires de Rancon depuis la fin du XIe siècle, rencontre les Craon grâce à Isabelle de Lusignan-la Marche, dame de Chantocé, et aussi dame de Marcillac et Beauvoir-sur-Mer (douaires venus de ses deux maris), épouse de Maurice IV de Craon († 1250), puis remariée vers 1251 à Geoffroi IV de Rancon. Geoffroi IV de Rancon transmet Marcillac (au moins le principal de la seigneurie) à son arrière-petite-fille Isabelle de Sainte-Maure-Pressigny, † 1310, première femme d'Amaury III de Craon, petit-fils de Maurice IV et d'Isabelle de Lusignan. Après, Marcillac va logiquement à la descendance du premier lit d'Amaury III : son fils aîné Maurice VII  l'a possédé, et peut-être son propre fils Amaury IV. Mais on trouve ensuite Marcillac dans la branche des Châteaudun-Ste-Maure, venue du deuxième lit d'Amaury III avec Béatrice de Roucy-La Suze : soit Guillaume Ier puis son fils Guillaume II, soit directement Guillaume II, titré seigneur de Marcillac avant même son mariage en 1372 avec une héritière de la branche aînée, Jeanne de Montbazon ci-dessous. Ce changement de branche est-il advenu par une disposition testamentaire ou un accord de partage familial, la branche aînée (Amaury III, son fils Maurice VII  ou les enfants de ce dernier, Amaury IV et Isabelle de Craon) cédant Marcillac à la branche cadette, pourtant sans parenté directe avec les Rancon/Ste-Maure. Une part a pu rester à la branche aînée en la personne de Jeanne de Craon, sœur puînée d'Amaury IV et d'Isabelle, et épouse de Renaud de Montbazon : car sa propre fille Jeanne de Montbazon est dite aussi dame de Marcillac : mais c'est peut-être aussi en douaire, car Jeanne de Montbazon est la petite-cousine et la femme de... Guillaume II de Craon. En tout cas le couple Guillaume II x Jeanne de Montbazon assume pleinement la seigneurie de Marcillac, et c'est d'eux que les La Rochefoucauld tiendront la principauté de Marcillac (cf. Amaury Ier < Maurice V, et Marcillac à la fin de l'article).
4. ↑  « Les fiefs des Craon, p. 565 », sur La structure familiale des Craon, du XIe siècle à 1415, thèse soutenue par Fabrice Lachaud le 27 avril 2012, Université Michel-de-Montaigne-Bordeaux III
5. ↑  « Les sires de Craon », sur Hélène et Thierry
6. ↑  « Les sires de Montsoreau-Montbazon », sur Hélène et Thierry
7. ↑  Archives de la Trémoïlle, n° 133 de l'Inventaire de 1502
8. ↑  « Mairie de Créon - Site officiel de la ville de Créon », sur mairie-creon.fr (consulté le 27 juin 2023).
9. ↑  Histoire de la Touraine, par Chalmel, éditions Fournier, Paris : 1828